# Zosteria calignea
Zosteria calignea là một loài ruồi trong họ Asilidae. Zosteria calignea được Daniels miêu tả năm 1987. Loài này phân bố ở miền Australasia.